# Manfred Ranft
Manfred Ranft (* 13. April 1926 in Blankenstein; † 7. November 2016 in Freital) war ein deutscher Lehrer, Heimat- und Naturforscher. Sein offizielles botanisches Autorenkürzel lautet „Ranft“. Nach ihm ist die Ranfts Haselblattbrombeere (Rubus ranftii) benannt.

## Leben
Manfred Ranft wurde in Blankenstein bei Wilsdruff geboren. Er diente im Zweiten Weltkrieg und geriet in sowjetische Kriegsgefangenschaft. Nach seiner Entlassung nahm er ein Pädagogikstudium auf. Nach dem Studienabschluss wurde er Lehrer für Biologie und Chemie in Wilsdruff, nun in der DDR.
Bereits als Jugendlicher beschäftigte er sich mit natur- und heimatkundlichen Forschungen. Angeregt dazu wurde er vom Vater Alfred Ranft (1895–1978), der ebenfalls Lehrer, Heimatforscher und Mitbegründer des Heimatmuseums der Stadt Wilsdruff war, sowie seinen Schullehrern. Kontinuierlich bearbeitete er seit 1954 über vier Jahrzehnte die Flora des Kreises Freital. In späteren Jahren erweiterte er seine Forschungen auf das Elbhügelland und die angrenzenden Gebiete. 
Besonders interessierte er sich für pflanzensoziologische Studien und ab ca. 1975 auch für Batologie (Brombeerkunde). Diese wurde fortan sein Spezialgebiet. Er bearbeitete dabei nicht nur seine unmittelbare Heimat, sondern erweiterte Ende der 1980er Jahre seine Forschungen auf den gesamten heutigen Freistaat Sachsen. Er legte mehrere Publikationen zu diesem Thema vor.
Auf dem Gebiet der Batologie wurde Manfred Ranft auch international bekannt. Er nahm 1998 die Erstbeschreibung der Stohrs Haselbrombeere (Rubus stohrii) vor.
Daneben beschäftigte sich Manfred Ranft auch mit Wilsdruffer Heimatgeschichte und forschte u. a. über das Leben und das Wirken Wilsdruffer Persönlichkeiten und Originale. Seine gleichnamige Monographie erschien in mehreren Auflagen als Band II, 1 der Beiträge zur Heimatgeschichte von Wilsdruff, die vom Artur-Kühne-Verein (Ortsgruppe im Landesverein Sächsischer Heimatschutz e. V.) herausgegeben werden. Ferner publizierte Manfred Ranft als Band III dieser Reihe das Werk Wilsdruffer Landwirtschaft und Gartenbau, das ebenfalls in mehreren Auflagen gedruckt wurde.

## Ehrungen
Ihm zu Ehren benannte bereits 1992 Heinrich Weber die Ranfts Haselblattbrombeere (Rubus ranftii).
1996 wurde Manfred Ranft Ehrenmitglied im Landesverein Sächsischer Heimatschutz e.V.
Im September 2011 erhielt Manfred Ranft als Erster den Artur-Kühne-Preis, der vom Landesverein Sächsischer Heimatschutz e. V. vergeben wird.